# Bartłomiej Días Laurel
Bartłomiej Días Laurel OFM (zm. 16 sierpnia 1627 w Nagasaki) – meksykański franciszkanin, brat zakonny, męczennik, błogosławiony Kościoła katolickiego. 

## Życiorys
Bartłomiej Laurel urodził się w Meksyku. Po wstąpieniu do franciszkanów obserwantów wyjechał w 1609 na misje do Manili, następnie w 1622 do Japonii. Pracował jako katechista i lekarz, towarzysząc swojemu współbratu ojcu Franciszkowi od Najświętszej Maryi. Został aresztowany w domu Kacpra Vaz w Nagasaki wraz z innymi tercjarzami franciszkańskimi w 1627. Zginął śmiercią męczeńską, spalony żywcem 16 sierpnia 1627.
Został beatyfikowany przez papieża Piusa IX w 1867 roku w grupie 205 męczenników japońskich.